# Eugert Zhupa
Eugert Zhupa (Rrogozhinë, Albânia, 4 de abril de 1990) é um ciclista albanês.
Estreia em 2013 com a equipa Christina Watches-Onfone e na temporada de 2019 correu com a equipa EvoPro Racing, sendo esta a sua última como profissional depois de anunciar a sua retirada em setembro do mesmo ano.

## Palmarés
- 2009
  - Campeonato da Albânia em Estrada  
  - Campeonato da Albânia Contrarrelógio

- 2011
  - Campeonato da Albânia em Estrada  
  - Campeonato da Albânia Contrarrelógio

- 2012
  - Campeonato da Albânia em Estrada  
  - Campeonato da Albânia Contrarrelógio

- 2013
  - Tour da Albânia

- 2015
  - Campeonato da Albânia Contrarrelógio  
  - 3.º no Campeonato da Albânia em Estrada

- 2016
  - Campeonato da Albânia Contrarrelógio  
  - Campeonato da Albânia em Estrada  
  - Balkan Elite Road Classics

- 2018
  - Campeonato da Albânia Contrarrelógio  
  - 2.º no Campeonato da Albânia em Estrada

- 2019
  - 1 etapa do Tour da Albânia

## Resultados em Grandes Voltas e Campeonatos do Mundo
| Corrida                | Corrida                | 2013 | 2014 | 2015  | 2016  | 2017  | 2018  | 2019 |
| ---------------------- | ---------------------- | ---- | ---- | ----- | ----- | ----- | ----- | ---- |
|                        | Giro d'Italia          | —    | —    | 157.º | 130.º | 140.º | 148.º | —    |
|                        | Tour de France         | —    | —    | —     | —     | —     | —     | —    |
|                        | Volta a Espanha        | —    | —    | —     | —     | —     | —     | —    |
| Mundial em Estrada     | Mundial em Estrada     | —    | —    | —     | —     | Ab.   | —     | —    |
| Mundial Contrarrelógio | Mundial Contrarrelógio | 72.º | —    | —     | 50.º  | 58.º  | —     | —    |

—: não participa

Ab.: abandono